# Nordisk rörsäckspinnare
Nordisk rörsäckspinnare (Taleporia borealis) är en fjärilsart som beskrevs av Maximilian Ferdinand Wocke 1862. Nordisk rörsäckspinnare ingår i släktet Taleporia, och familjen säckspinnare. Arten är reproducerande i Sverige.